# Bóng đá trên thế giới
Phần lớn các quốc gia ở châu Âu có 2 giải đấu bóng đá chính: 1 giải có danh tiếng hơn, thường tổ chức theo thể thức vòng tròn 2 lượt tính điểm, dành riêng cho các câu lạc bộ xuất sắc nhất, và 1 giải đấu cúp cho tất cả các câu lạc bộ trong nước. Ở Châu Mỹ La tinh, các giải đấu thường tổ chức theo nhiều giai đoạn hoặc chia thành 2 giải Apertura (giải mở) và Clausura (giải đóng). Để có cái nhìn tổng quát về bóng đá nữ, xem "Bóng đá nữ trên thế giới".

## Châu Phi(CAF)
| Quốc gia             | Lịch sử | Danh sách câu lạc bộ | Liên đoàn bóng đá                              | Giải đấu                                  | Cúp quốc gia                                       | Trận Siêu cúp                  |
| -------------------- | ------- | -------------------- | ---------------------------------------------- | ----------------------------------------- | -------------------------------------------------- | ------------------------------ |
| Algérie              | Lịch sử | Câu lạc bộ           | Liên đoàn bóng đá Algérie                      | Giải vô địch bóng đá Algérie              | Cúp bóng đá Algérie                                | Siêu cúp bóng đá Algérie       |
| Angola               | Lịch sử | Câu lạc bộ           | Liên đoàn bóng đá Angola                       | Girabola                                  | Taça de Angola                                     | SuperTaça                      |
| Bénin                | Lịch sử | Câu lạc bộ           | Liên đoàn bóng đá Bénin                        | Giải vô địch bóng đá Bénin                | Cúp bóng đá Bénin                                  |                                |
| Botswana             | Lịch sử | Câu lạc bộ           | Hiệp hội bóng đá Botswana                      | Giải vô địch bóng đá Botswana             | FA Challenge Cup                                   |                                |
| Burkina Faso         | Lịch sử | Câu lạc bộ           | Liên đoàn bóng đá Burkina Faso                 | Giải vô địch bóng đá Burkina Faso         | Coupe du Faso                                      | Siêu cúp                       |
| Burundi              | Lịch sử | Câu lạc bộ           | Liên đoàn bóng đá Burundi                      | Giải vô địch bóng đá Burundi              | Cúp bóng đá Burundi                                |                                |
| Cameroon             | Lịch sử | Câu lạc bộ           | Liên đoàn bóng đá Cameroon                     | Giải vô địch bóng đá Cameroon             | Cúp bóng đá Cameroon                               | Super Coupe Roger Milla        |
| Cabo Verde           | Lịch sử | Câu lạc bộ           | Liên đoàn bóng đá Cabo Verde                   | Giải vô địch bóng đá Cabo Verde           |                                                    |                                |
| Trung Phi            | Lịch sử | Câu lạc bộ           | Liên đoàn bóng đá Cộng hòa Trung Phi           | Giải vô địch bóng đá Cộng hòa Trung Phi   | Coupe Nationale                                    |                                |
| Tchad                | Lịch sử | Câu lạc bộ           | Liên đoàn bóng đá Tchad                        | Giải vô địch bóng đá Tchad                | Cúp bóng đá Tchad                                  |                                |
| Comoros              | Lịch sử | Câu lạc bộ           | Liên đoàn bóng đá Comoros                      | Giải vô địch bóng đá Comoros              | Cúp bóng đá Comoros                                |                                |
| Cộng hòa Congo       | Lịch sử | Câu lạc bộ           | Liên đoàn bóng đá Congo                        | Giải vô địch bóng đá Congo                | Coupe du Congo                                     |                                |
| CHDC Congo           | Lịch sử | Câu lạc bộ           | Liên đoàn bóng đá Cộng hòa Dân chủ Congo       | Linafoot                                  | Coupe du Congo                                     |                                |
| Bờ Biển Ngà          | Lịch sử | Câu lạc bộ           | Liên đoàn bóng đá Bờ Biển Ngà                  | Giải vô địch bóng đá Bờ Biển Ngà          | Cúp bóng đá Côte d'Ivoire                          | Coupe Houphouët-Boigny         |
| Djibouti             | Lịch sử | Câu lạc bộ           | Liên đoàn bóng đá Djibouti                     | Giải vô địch bóng đá Djibouti             | Cúp bóng đá Djibouti                               |                                |
| Ai Cập               | Lịch sử | Câu lạc bộ           | Hiệp hội bóng đá Ai Cập                        | Giải vô địch bóng đá Ai Cập (1948)        | Cúp bóng đá Ai Cập (1922)                          | Siêu cúp bóng đá Ai Cập (2001) |
| Guinea Xích Đạo      | Lịch sử | Câu lạc bộ           | Liên đoàn bóng đá Guinea Xích Đạo              | Giải vô địch bóng đá Guinea Xích đạo      | Cúp bóng đá Guinea Xích đạo                        |                                |
| Eritrea              | Lịch sử | Câu lạc bộ           | Liên đoàn bóng đá Eritrea                      | Giải vô địch bóng đá Eritrea              |                                                    |                                |
| Eswatini             | Lịch sử | Câu lạc bộ           | Hiệp hội bóng đá Eswatini                      | MTN Premier League                        | Swazi Bank Cup                                     | Charity Cup                    |
| Ethiopia             | Lịch sử | Câu lạc bộ           | Liên đoàn bóng đá Ethiopia                     | Giải vô địch bóng đá Ethiopia             | Cúp bóng đá Ethiopia                               | Siêu cúp bóng đá Ethiopia      |
| Gabon                | Lịch sử | Câu lạc bộ           | Liên đoàn bóng đá Gabon                        | Giải vô địch bóng đá Gabon                | Coupe du Gabon Interclubs                          |                                |
| Gambia               | Lịch sử | Câu lạc bộ           | Hiệp hội bóng đá Gambia                        | Giải vô địch bóng đá Gambia               | Cúp bóng đá Gambia                                 |                                |
| Ghana                | Lịch sử | Câu lạc bộ           | Hiệp hội bóng đá Ghana                         | Giải vô địch bóng đá Ghana                | Cúp bóng đá Ghana                                  |                                |
| Guinée               | Lịch sử | Câu lạc bộ           | Liên đoàn bóng đá Guinée                       | Giải vô địch bóng đá Guinée               | Coupe Nationale                                    |                                |
| Guiné-Bissau         | Lịch sử | Câu lạc bộ           | Liên đoàn bóng đá Guiné-Bissau                 | Campeonato Nacional                       | Taça Nacional                                      |                                |
| Kenya                | Lịch sử | Câu lạc bộ           | Liên đoàn bóng đá Kenya                        | Giải vô địch bóng đá Kenyan               | President's Cup                                    |                                |
| Lesotho              | Lịch sử | Câu lạc bộ           | Hiệp hội bóng đá Lesotho                       | Giải vô địch bóng đá Lesotho              | Cúp độc lập                                        |                                |
| Liberia              | Lịch sử | Câu lạc bộ           | Hiệp hội bóng đá Liberia                       | Giải vô địch bóng đá Liberia              | Cúp bóng đá Liberia                                |                                |
| Libya                | Lịch sử | Câu lạc bộ           | Liên đoàn bóng đá Libya                        | Giải vô địch bóng đá Libya                | Cúp bóng đá Libya                                  | Siêu cúp bóng đá Libya         |
| Madagascar           | Lịch sử | Câu lạc bộ           | Liên đoàn bóng đá Madagascar                   | THB Champions League                      | Coupe de Madagascar                                | Super Coupe                    |
| Malawi               | Lịch sử | Câu lạc bộ           | Hiệp hội bóng đá Malawi                        | Giải vô địch bóng đá Malawi               | FAM Cup                                            |                                |
| Mali                 | Lịch sử | Câu lạc bộ           | Liên đoàn bóng đá Mali                         | Giải vô địch bóng đá Mali                 | Cúp bóng đá Mali                                   |                                |
| Mauritanie           | Lịch sử | Câu lạc bộ           | Liên đoàn bóng đá Cộng hòa Hồi giáo Mauritanie | Giải vô địch bóng đá Mauritanie           | Coupe du Président de la République                |                                |
| Mauritius            | Lịch sử | Câu lạc bộ           | Hiệp hội bóng đá Mauritius                     | Giải vô địch bóng đá Mauritius            | Cúp bóng đá Mauritius                              |                                |
| Maroc                | Lịch sử | Câu lạc bộ           | Liên đoàn bóng đá Maroc                        | GNF 1                                     | Cúp bóng đá Maroc                                  |                                |
| Mozambique           | Lịch sử | Câu lạc bộ           | Liên đoàn bóng đá Mozambique                   | Moçambola                                 | Taça de Moçambique                                 |                                |
| Namibia              | Lịch sử | Câu lạc bộ           | Hiệp hội bóng đá Namibia                       | Giải vô địch bóng đá Namibia              | NFA-Cup                                            |                                |
| Niger                | Lịch sử | Câu lạc bộ           | Liên đoàn bóng đá Niger                        | Giải vô địch bóng đá Niger                | Cúp bóng đá Niger                                  |                                |
| Nigeria              | Lịch sử | Câu lạc bộ           | Liên đoàn bóng đá Nigeria                      | Giải vô địch bóng đá Nigeria              | Cúp bóng đá Nigeria                                |                                |
| Réunion              | Lịch sử | Câu lạc bộ           | Liên đoàn bóng đá Réunion                      | Giải vô địch bóng đá Réunion              | Coupe de la Réunion                                |                                |
| Rwanda               | Lịch sử | Câu lạc bộ           | Liên đoàn bóng đá Rwanda                       | Giải vô địch bóng đá Rwanda               | Cúp bóng đá Rwanda                                 |                                |
| São Tomé và Príncipe | Lịch sử | Câu lạc bộ           | Liên đoàn bóng đá São Tomé và Príncipe         | Giải vô địch bóng đá São Tomé và Principe | Taça Nacional                                      |                                |
| Sénégal              | Lịch sử | Câu lạc bộ           | Liên đoàn bóng đá Sénégal                      | Giải vô địch bóng đá Sénégal              | FA Cup                                             |                                |
| Seychelles           | Lịch sử | Câu lạc bộ           | Liên đoàn bóng đá Seychelles                   | Giải vô địch bóng đá Seychelles           | FA Cup                                             |                                |
| Sierra Leone         | Lịch sử | Câu lạc bộ           | Hiệp hội bóng đá Sierra Leone                  | Giải vô địch bóng đá Sierra Leone         | FA Cup                                             |                                |
| Somalia              | Lịch sử | Câu lạc bộ           | Liên đoàn bóng đá Somali                       | Giải vô địch bóng đá Somalia              | Cúp bóng đá Somalia                                |                                |
| Nam Phi              | Lịch sử | Câu lạc bộ           | Hiệp hội bóng đá Nam Phi                       | Giải vô địch bóng đá Nam Phi              | ABSA Cup                                           |                                |
| Sudan                | Lịch sử | Câu lạc bộ           | Hiệp hội bóng đá Sudan                         | Giải vô địch bóng đá Sudan                | Cúp bóng đá Sudan                                  |                                |
| Tanzania             | Lịch sử | Câu lạc bộ           | Liên đoàn bóng đá Tanzania                     | Giải vô địch bóng đá Tanzania             | Nyerere Cup                                        |                                |
| Togo                 | Lịch sử | Câu lạc bộ           | Liên đoàn bóng đá Togo                         | Giải vô địch bóng đá Togo                 | Coupe du Togo                                      |                                |
| Tunisia              | Lịch sử | Câu lạc bộ           | Liên đoàn bóng đá Tunisia                      | Giải vô địch bóng đá Tunisia              | Cúp bóng đá Tunisia Coupe de la Ligue Professionel |                                |
| Uganda               | Lịch sử | Câu lạc bộ           | Liên đoàn bóng đá Uganda                       | Giải vô địch bóng đá Uganda               | Kakungulu Cup                                      |                                |
| Zambia               | Lịch sử | Câu lạc bộ           | Hiệp hội bóng đá Zambia                        | Giải vô địch bóng đá Zambia               | Mosi Cup                                           |                                |
| Zanzibar†            | Lịch sử | Câu lạc bộ           | Hiệp hội bóng đá Zanzibar                      | Premier League                            |                                                    |                                |
| Zimbabwe             | Lịch sử | Câu lạc bộ           | Hiệp hội bóng đá Zimbabwe                      | Giải vô địch bóng đá Zimbabwe             | CBZ Cup                                            |                                |

- † Zanzibar là thành viên của CAF nhưng không phải là thành viên của FIFA.

## Châu Á(AFC)
| Quốc gia              | Lịch sử | Danh sách câu lạc bộ | Liên đoàn bóng đá                                     | Giải đấu                                                  | Cúp quốc gia                                    | Trận Siêu cúp          |
| --------------------- | ------- | -------------------- | ----------------------------------------------------- | --------------------------------------------------------- | ----------------------------------------------- | ---------------------- |
| Afghanistan           | Lịch sử | Câu lạc bộ           | Liên đoàn bóng đá Afghanistan                         | Giải vô địch bóng đá Afghanistan                          |                                                 |                        |
| Úc                    | Lịch sử | Câu lạc bộ           | Liên đoàn bóng đá Úc                                  | A-League                                                  | Pre-Season Challenge Cup FFA Cup (được đề xuất) |                        |
| Bahrain               | Lịch sử | Câu lạc bộ           | Liên đoàn bóng đá Bahrain                             | Bahraini Premier League                                   | Bahraini King's Cup                             |                        |
| Bangladesh            | Lịch sử | Câu lạc bộ           | Liên đoàn bóng đá Bangladesh                          | B.League                                                  | Cúp Liên đoàn                                   | Citycell Super Cup     |
| Bhutan                | Lịch sử | Câu lạc bộ           | Liên đoàn bóng đá Bhutan                              | A-Division                                                |                                                 |                        |
| Brunei                | Lịch sử | Câu lạc bộ           | Hiệp hội bóng đá Brunei                               | Brunei Super League                                       | Brunei FA Cup                                   |                        |
| Campuchia             | Lịch sử | Câu lạc bộ           | Liên đoàn bóng đá Campuchia                           | Giải vô địch bóng đá Campuchia                            |                                                 |                        |
| Trung Quốc            | Lịch sử | Câu lạc bộ           | Liên đoàn bóng đá Trung Quốc                          | Giải vô địch bóng đá Trung Quốc                           | Cúp bóng đá Trung Quốc                          |                        |
| Đông Timor            | Lịch sử | Câu lạc bộ           | Liên đoàn bóng đá Đông Timor                          | Super Liga                                                |                                                 |                        |
| Guam                  | Lịch sử | Câu lạc bộ           | Hiệp hội bóng đá Guam                                 | Giải vô địch bóng đá Guam                                 | Cúp bóng đá Guam                                |                        |
| Hồng Kông             | Lịch sử | Câu lạc bộ           | Liên đoàn bóng đá Hồng Kông                           | Hong Kong First Division                                  | Senior Shield League Cup Hong Kong FA Cup       |                        |
| Ấn Độ                 | Lịch sử | Câu lạc bộ           | Liên đoàn bóng đá Ấn Độ                               | I-League Indian Super League                              | Cúp Liên đoàn (Ấn Độ)                           |                        |
| Indonesia             | Lịch sử | Câu lạc bộ           | Hiệp hội bóng đá Indonesia                            | Liga Indonesia Indonesia Super League                     | Piala Indonesia                                 | Community Shield       |
| Iran                  | Lịch sử | Câu lạc bộ           | Liên đoàn bóng đá Iran                                | Giải vô địch bóng đá Iran Azadegan League                 | Hazfi Cup                                       | Siêu cúp bóng đá Iran  |
| Iraq                  | Lịch sử | Câu lạc bộ           | Hiệp hội bóng đá Iraq                                 | Iraq Super League                                         | Iraq FA Cup                                     |                        |
| Nhật Bản              | Lịch sử | Câu lạc bộ           | Hiệp hội bóng đá Nhật Bản                             | J. League                                                 | Emperor's Cup J. League Cup                     | Siêu cúp               |
| Jordan                | Lịch sử | Câu lạc bộ           | Hiệp hội bóng đá Jordan                               | Giải vô địch bóng đá Jordan                               | Jordan FA Cup                                   | Siêu cúp               |
| Kuwait                | Lịch sử | Câu lạc bộ           | Hiệp hội bóng đá Kuwait                               | Giải vô địch bóng đá Kuwait                               | Kuwait Emir Cup                                 |                        |
| Kyrgyzstan            | Lịch sử | Câu lạc bộ           | Liên đoàn bóng đá Kyrgyzstan                          | Giải vô địch bóng đá Kyrgyzstan                           | Cúp bóng đá Kyrgyzstan                          |                        |
| Lào                   | Lịch sử | Câu lạc bộ           | Liên đoàn bóng đá Lào                                 | Giải vô địch bóng đá Lào                                  |                                                 |                        |
| Liban                 | Lịch sử | Câu lạc bộ           | Hiệp hội bóng đá Liban                                | Giải vô địch bóng đá Liban                                | Cúp Liban                                       | Siêu cúp bóng đá Liban |
| Ma Cao                | Lịch sử | Câu lạc bộ           | Hiệp hội bóng đá Ma Cao                               | Campeonato da 1ª Divisão                                  |                                                 |                        |
| Malaysia              | Lịch sử | Câu lạc bộ           | Hiệp hội bóng đá Malaysia                             | Giải vô địch bóng đá Malaysia                             | Cúp bóng đá Malaysia                            | Piala Sumbangish       |
| Maldives              | Lịch sử | Câu lạc bộ           | Hiệp hội bóng đá Maldives                             | Dhivehi League                                            | Maldives FA Cup                                 |                        |
| Mông Cổ               | Lịch sử | Câu lạc bộ           | Liên đoàn bóng đá Mông Cổ                             | Giải bóng đá ngoại hạng Mông Cổ                           | Cúp bóng đá Mông Cổ                             |                        |
| Myanmar               | Lịch sử | Câu lạc bộ           | Liên đoàn bóng đá Myanmar                             | Giải vô địch bóng đá Myanmar                              | Cúp Myanmar                                     |                        |
| Nepal                 | Lịch sử | Câu lạc bộ           | Hiệp hội bóng đá toàn Nepal                           | Nepal A- Division League                                  |                                                 |                        |
| CHDCND Triều Tiên     | Lịch sử | Câu lạc bộ           | Hiệp hội bóng đá Cộng hòa Dân chủ Nhân dân Triều Tiên | Giải vô địch bóng đá CHDCND Triều Tiên                    | Cúp quốc gia CHDCND Triều Tiên                  |                        |
| Oman                  | Lịch sử | Câu lạc bộ           | Hiệp hội bóng đá Oman                                 | Giải vô địch bóng đá Oman                                 | Sultan Qaboos Cup                               |                        |
| Pakistan              | Lịch sử | Câu lạc bộ           | Liên đoàn bóng đá Pakistan                            | Giải vô địch bóng đá Pakistan & Geo Super Football League | Challenge Cup                                   |                        |
| Palestine             | Lịch sử | Câu lạc bộ           | Liên đoàn bóng đá Palestine                           | Gaza Strip League West Bank Premier League                |                                                 |                        |
| Philippines           | Lịch sử | Câu lạc bộ           | Liên đoàn bóng đá Philippines                         | Giải vô địch bóng đá Philippines                          | United Football Cup                             |                        |
| Qatar                 | Lịch sử | Câu lạc bộ           | Hiệp hội bóng đá Qatar                                | Giải vô địch bóng đá Qatar                                | Emir of Qatar Cup                               |                        |
| Ả Rập Xê Út           | Lịch sử | Câu lạc bộ           | Liên đoàn bóng đá Ả Rập Saudi                         | Saudi Premier League                                      | Crown Prince Cup                                |                        |
| Singapore             | Lịch sử | Câu lạc bộ           | Hiệp hội bóng đá Singapore                            | S. League                                                 | Cúp bóng đá Singapore                           |                        |
| Hàn Quốc              | Lịch sử | Câu lạc bộ           | Hiệp hội bóng đá Hàn Quốc                             | K-League                                                  | Cúp bóng đá Hàn Quốc                            | Siêu cúp               |
| Sri Lanka             | Lịch sử | Câu lạc bộ           | Liên đoàn bóng đá Sri Lanka                           | Kit Premier League                                        | Cúp bóng đá Sri Lanka                           |                        |
| Syria                 | Lịch sử | Câu lạc bộ           | Liên đoàn bóng đá Syria                               | Giải vô địch bóng đá Syria                                | Cúp bóng đá Syria                               |                        |
| Đài Bắc Trung Hoa     | Lịch sử | Câu lạc bộ           | Hiệp hội bóng đá Trung Hoa Đài Bắc                    | Intercity Football League                                 |                                                 |                        |
| Tajikistan            | Lịch sử | Câu lạc bộ           | Liên đoàn bóng đá Tajikistan                          | Giải vô địch bóng đá Tajikistan                           | Cúp bóng đá Tajikistan                          |                        |
| Thái Lan              | Lịch sử | Câu lạc bộ           | Hiệp hội bóng đá Thái Lan                             | Giải vô địch bóng đá Thái Lan                             | Cúp FA Thái Lan Queen's Cup                     | Kor Royal Cup          |
| Turkmenistan          | Lịch sử | Câu lạc bộ           | Liên đoàn bóng đá Turkmenistan                        | Ýokary Liga                                               | Cúp bóng đá Turkmenistan                        | Siêu cúp               |
| CTVQ Ả Rập Thống nhất | Lịch sử | Câu lạc bộ           | Hiệp hội bóng đá Các Tiểu vương quốc Ả Rập Thống nhất | Giải vô địch bóng đá UAE                                  | UAE President Cup                               |                        |
| Uzbekistan            | Lịch sử | Câu lạc bộ           | Liên đoàn bóng đá Uzbekistan                          | Giải vô địch bóng đá Uzbekistan                           | Cúp bóng đá Uzbekistan                          |                        |
| Việt Nam              | Lịch sử | Câu lạc bộ           | Liên đoàn bóng đá Việt Nam                            | V.League 1                                                | Cúp quốc gia                                    | Siêu cúp quốc gia      |
| Yemen                 | Lịch sử | Câu lạc bộ           | Hiệp hội bóng đá Yemen                                | Giải vô địch bóng đá Yemen                                | President Cup                                   |                        |

## Châu Âu(UEFA)
| Quốc gia         | Lịch sử | Danh sách câu lạc bộ | Liên đoàn bóng đá                         | Giải đấu                                                                                         | Cúp quốc gia                                                      | Trận Siêu cúp                        |
| ---------------- | ------- | -------------------- | ----------------------------------------- | ------------------------------------------------------------------------------------------------ | ----------------------------------------------------------------- | ------------------------------------ |
| Albania          | Lịch sử | Câu lạc bộ           | Hiệp hội bóng đá Albania                  | Kategoria superiore (1930)                                                                       | Cúp bóng đá Albania (1939)                                        | Siêu cúp (1989)                      |
| Andorra          | Lịch sử | Câu lạc bộ           | Liên đoàn bóng đá Andorra                 | Liga andorrana de fútbol (1995)                                                                  | Cúp bóng đá Andorra (1990)                                        | Siêu cúp bóng đá Andorra (2003)      |
| Armenia          | Lịch sử | Câu lạc bộ           | Liên đoàn bóng đá Armenia                 | Premier League (1992) First League                                                               | Cúp bóng đá Armenia (1992)                                        | Siêu cúp bóng đá Armenia (1996)      |
| Áo               | Lịch sử | Câu lạc bộ           | Hiệp hội bóng đá Áo                       | Österreichische Fußball-Bundesliga (1911) Austrian Football First League                         | ÖFB Pokal (1919)                                                  | Siêu cúp bóng đá Áo (1986)           |
| Azerbaijan       | Lịch sử | Câu lạc bộ           | Hiệp hội các liên đoàn bóng đá Azerbaijan | Unibank Premyer Liqası (1992) Birinci Divizionu                                                  | Cúp bóng đá Azerbaijan (1992)                                     |                                      |
| Belarus          | Lịch sử | Câu lạc bộ           | Liên đoàn bóng đá Belarus                 | Vysshaya Liga (1992)                                                                             | Cúp bóng đá Belarus (1992)                                        |                                      |
| Bỉ               | Lịch sử | Câu lạc bộ           | Hiệp hội bóng đá Hoàng gia Bỉ             | Jupiler Pro League (1895) Giải bóng đá hạng nhì Bỉ                                               | Cúp bóng đá Bỉ (1911)                                             | Siêu cúp bóng đá Bỉ (1980)           |
| Bosna và Herc.   | Lịch sử | Câu lạc bộ           | Hiệp hội bóng đá Bosna và Hercegovina     | Giải vô địch bóng đá Bosna và Hercegovina (1998)                                                 | Kup Bosne i Hercegovine (1995)                                    |                                      |
| Bulgaria         | Lịch sử | Câu lạc bộ           | Liên đoàn bóng đá Bulgaria                | A PFG (1948) B PFG (1950)                                                                        | Cúp bóng đá Bulgaria (1981)                                       | Siêu cúp bóng đá Bulgaria (1989)     |
| Croatia          | Lịch sử | Câu lạc bộ           | Liên đoàn bóng đá Croatia                 | Prva HNL (1941) Druga HNL (1991) Treća HNL (1991)                                                | Cúp bóng đá Croatia (1941)                                        | Siêu cúp bóng đá Croatia (1992)      |
| Síp              | Lịch sử | Câu lạc bộ           | Hiệp hội bóng đá Síp                      | Giải vô địch bóng đá Síp (1934)                                                                  | Cúp bóng đá Síp (1935)                                            | Siêu cúp bóng đá Síp (1951)          |
| Cộng hòa Séc     | Lịch sử | Câu lạc bộ           | Hiệp hội bóng đá Cộng hòa Séc             | Gambrinus Liga (1993)                                                                            | Cúp bóng đá Cộng hòa Séc (1993)                                   | Siêu cúp bóng đá Cộng hòa Séc (2008) |
| Đan Mạch         | Lịch sử | Câu lạc bộ           | Hiệp hội bóng đá Đan Mạch                 | Superliga (1913)                                                                                 | Cúp bóng đá Đan Mạch (1955)                                       | Siêu cúp bóng đá Đan Mạch (1994)     |
| Anh              | Lịch sử | Câu lạc bộ           | Hiệp hội bóng đá Anh                      | Premier League (1992) Giải bóng đá hạng nhất Anh (1888)                                          | Cúp FA (1871) Cúp Liên đoàn (1960)                                | Siêu cúp Anh (1908)                  |
| Estonia          | Lịch sử | Câu lạc bộ           | Hiệp hội bóng đá Estonia                  | Meistriliiga (1992) Esiliiga (1992)                                                              | Cúp bóng đá Estonia (1938)                                        | Siêu cúp bóng đá Estonia (1996)      |
| Quần đảo Faroe   | Lịch sử | Câu lạc bộ           | Hiệp hội bóng đá Quần đảo Faroe           | 1. Deild (1941)                                                                                  | Cúp bóng đá Quần đảo Faroe (1955)                                 |                                      |
| Phần Lan         | Lịch sử | Câu lạc bộ           | Hiệp hội bóng đá Phần Lan                 | Veikkausliiga (1908)                                                                             | Suomen Cup (1955) Liigacup (1994)                                 |                                      |
| Pháp             | Lịch sử | Câu lạc bộ           | Liên đoàn bóng đá Pháp                    | LFP (1894)                                                                                       | Coupe de France (1918) Coupe de la Ligue (1982)                   | Trophée des champions                |
| Gruzia           | Lịch sử | Câu lạc bộ           | Liên đoàn bóng đá Gruzia                  | Umaglesi Liga (1927)                                                                             | Cúp bóng đá Gruzia (1944)                                         | Siêu cúp bóng đá Gruzia (1996)       |
| Đức              | Lịch sử | Câu lạc bộ           | Hiệp hội bóng đá Đức                      | Bundesliga (1963)                                                                                | DFB-Pokal (1935)                                                  | DFB-Supercup                         |
| Hy Lạp           | Lịch sử | Câu lạc bộ           | Liên đoàn bóng đá Hy Lạp                  | Giải vô địch bóng đá Hy Lạp (1927)                                                               | Cúp bóng đá Hy Lạp (1932)                                         | Siêu cúp bóng đá Hy Lạp (1987-1996)  |
| Hungary          | Lịch sử | Câu lạc bộ           | Liên đoàn bóng đá Hungary                 | Nemzeti Bajnokság I (1901)                                                                       | Magyar Kupa (1910)                                                | Szuperkupa (1992)                    |
| Iceland          | Lịch sử | Câu lạc bộ           | Hiệp hội bóng đá Iceland                  | Úrvalsdeild Karla (1912)                                                                         | VISA-bikar (1960) Deildabikar (1996)                              |                                      |
| Cộng hòa Ireland | Lịch sử | Câu lạc bộ           | Hiệp hội bóng đá Cộng hòa Ireland         | Giải vô địch bóng đá Cộng hòa Ireland (1921)                                                     | FAI Cup (1921) League Cup (1973)                                  | FAI Super Cup (1998-2000)            |
| Israel           | Lịch sử | Câu lạc bộ           | Hiệp hội bóng đá Israel                   | Israeli Premier League (1999) Liga Leumit (1954–99) Liga Alef (1951–54) Israeli League (1949–50) | State Cup (1927) Toto Cup (1982)                                  |                                      |
| Ý                | Lịch sử | Câu lạc bộ           | Liên đoàn bóng đá Ý                       | Serie A (1898)                                                                                   | Coppa Italia (1921)                                               | Supercoppa Italiana (1988)           |
| Kazakhstan       | Lịch sử | Câu lạc bộ           | Liên đoàn bóng đá Kazakhstan              | Giải vô địch bóng đá Kazakhstan (1992)                                                           | Cúp bóng đá Kazakhstan (1992)                                     |                                      |
| Kosovo           | Lịch sử | Câu lạc bộ           | Liên đoàn bóng đá Kosovo                  | Giải vô địch bóng đá Kosovo (1945)                                                               | Cúp bóng đá Kosovo (1991)                                         | Siêu cúp Kosovo                      |
| Latvia           | Lịch sử | Câu lạc bộ           | Liên đoàn bóng đá Latvia                  | Virsliga (1927)                                                                                  | Latvijas kauss (1937)                                             |                                      |
| Liechtenstein    | Lịch sử | Câu lạc bộ           | Hiệp hội bóng đá Liechtenstein            | Không tổ chức                                                                                    | Cúp bóng đá Liechtenstein (1946)                                  |                                      |
| Litva            | Lịch sử | Câu lạc bộ           | Liên đoàn bóng đá Litva                   | A Lyga (1922)                                                                                    | Cúp bóng đá Litva (1990)                                          | Siêu cúp bóng đá Litva (1995)        |
| Luxembourg       | Lịch sử | Câu lạc bộ           | Liên đoàn bóng đá Luxembourg              | Giải vô địch bóng đá Luxembourg (1910)                                                           | Cúp bóng đá Luxembourg (1922)                                     |                                      |
| Bắc Macedonia    | Lịch sử | Câu lạc bộ           | Liên đoàn bóng đá Macedonia               | Giải vô địch bóng đá Macedonia (1992)                                                            | Cúp bóng đá Macedonia (1992)                                      |                                      |
| Malta            | Lịch sử | Câu lạc bộ           | Hiệp hội bóng đá Malta                    | Giải vô địch bóng đá Malta (1909)                                                                | Cúp bóng đá Malta (1934)                                          |                                      |
| Moldova          | Lịch sử | Câu lạc bộ           | Hiệp hội bóng đá Moldova                  | Divizia Nationala (1992)                                                                         | Cúp bóng đá Moldova (1991)                                        |                                      |
| Montenegro       | Lịch sử | Câu lạc bộ           | Hiệp hội bóng đá Montenegro               | Giải vô địch bóng đá Montenegro (2006)                                                           | Monténégro Kup (2006)                                             |                                      |
| Hà Lan           | Lịch sử | Câu lạc bộ           | Hiệp hội bóng đá Hoàng gia Hà Lan         | Eredivisie (1956) Eerste Divisie                                                                 | KNVB Cup (1898)                                                   | Johan Cruijff-schaal (1991)          |
| Bắc Ireland      | Lịch sử | Câu lạc bộ           | Hiệp hội bóng đá Bắc Ireland              | Giải vô địch bóng đá Bắc Ireland (1890)                                                          | Cúp bóng đá Bắc Ireland (1880)                                    |                                      |
| Na Uy            | Lịch sử | Câu lạc bộ           | Hiệp hội bóng đá Na Uy                    | Tippeligaen (1961) Adeccoligaen                                                                  | NM-Cup (1902)                                                     |                                      |
| Ba Lan           | Lịch sử | Câu lạc bộ           | Hiệp hội bóng đá Ba Lan                   | Ekstraklasa (1.liga) (1927)                                                                      | Cúp bóng đá Ba Lan (1951)                                         |                                      |
| Bồ Đào Nha       | Lịch sử | Câu lạc bộ           | Liên đoàn bóng đá Bồ Đào Nha              | Campeonato português de futebol (1934)                                                           | Taça de Portugal (1921) Taça da Liga (2008)                       | Siêu cúp bóng đá Bồ Đào Nha (1979)   |
| România          | Lịch sử | Câu lạc bộ           | Liên đoàn bóng đá România                 | Liga I (1909)                                                                                    | Cupa României (1933)                                              | Supercupa României (1994)            |
| Nga              | Lịch sử | Câu lạc bộ           | Liên đoàn bóng đá Nga                     | Giải vô địch bóng đá Nga (2001)                                                                  | Cúp bóng đá Nga (1992)                                            | Siêu cúp bóng đá Nga (2003)          |
| San Marino       | Lịch sử | Câu lạc bộ           | Liên đoàn bóng đá San Marino              | Campionato Sammarinese di Calcio (1985)                                                          | Coppa Titano (1937)                                               | Siêu cúp bóng đá San Marino (1986)   |
| Scotland         | Lịch sử | Câu lạc bộ           | Hiệp hội bóng đá Scotland                 | Scottish Premiership                                                                             | Cúp bóng đá Scotland (1873) Cúp Liên đoàn bóng đá Scotland (1946) |                                      |
| Serbia           | Lịch sử | Câu lạc bộ           | Hiệp hội bóng đá Serbia                   | Giải vô địch bóng đá Serbia (1993)                                                               | Kup Srbije (1993/1946)                                            |                                      |
| Slovakia         | Lịch sử | Câu lạc bộ           | Hiệp hội bóng đá Slovakia                 | Corgoň Liga (1993/1939)                                                                          | Slovak Cup (1993)                                                 |                                      |
| Slovenia         | Lịch sử | Câu lạc bộ           | Hiệp hội bóng đá Slovenia                 | Prva Liga (1991)                                                                                 | Pokal Hervis (1991)                                               |                                      |
| Tây Ban Nha      | Lịch sử | Câu lạc bộ           | Liên đoàn bóng đá Hoàng gia Tây Ban Nha   | La Liga (1928)                                                                                   | Copa del Rey (1902)                                               | Supercopa de España (1940)           |
| Thụy Điển        | Lịch sử | Câu lạc bộ           | Hiệp hội bóng đá Thụy Điển                | Allsvenskan (1924)                                                                               | Svenska Cupen (1941)                                              | Supercupen (2007)                    |
| Thụy Sĩ          | Lịch sử | Câu lạc bộ           | Hiệp hội bóng đá Thụy Sĩ                  | Giải vô địch bóng đá Thụy Sĩ (1931)                                                              | Cúp bóng đá Thụy Sĩ (1925)                                        |                                      |
| Thổ Nhĩ Kỳ       | Lịch sử | Câu lạc bộ           | Liên đoàn bóng đá Thổ Nhĩ Kỳ              | Süper Lig (1959)                                                                                 | Türkiye Kupası (1962)                                             | Süper Kupa (2006)                    |
| Ukraina          | Lịch sử | Câu lạc bộ           | Liên đoàn bóng đá Ukraina                 | Giải vô địch bóng đá Ukraina (1992)                                                              | Cúp bóng đá Ukraina (1992)                                        |                                      |
| Wales            | Lịch sử | Câu lạc bộ           | Hiệp hội bóng đá Wales                    | Giải vô địch bóng đá Wales (1992)                                                                | Cúp Wales (1877) FAW Premier Cup (1992)                           |                                      |

## Bắc Mỹ,Trung MỹvàCaribe(CONCACAF)
| Quốc gia                    | Lịch sử | Danh sách câu lạc bộ | Liên đoàn bóng đá                              | Giải đấu                                                                                  | Cúp quốc gia                                              | Trận Siêu cúp                        |
| --------------------------- | ------- | -------------------- | ---------------------------------------------- | ----------------------------------------------------------------------------------------- | --------------------------------------------------------- | ------------------------------------ |
| Anguilla                    | Lịch sử | Câu lạc bộ           | Hiệp hội bóng đá Anguilla                      | Giải vô địch bóng đá Anguilla                                                             |                                                           |                                      |
| Antigua và Barbuda          | Lịch sử | Câu lạc bộ           | Hiệp hội bóng đá Antigua và Barbuda            | Giải vô địch bóng đá Antigua và Barbuda                                                   | Cúp bóng đá Antigua và Barbuda                            |                                      |
| Aruba                       | Lịch sử | Câu lạc bộ           | Liên đoàn bóng đá Aruba                        | Division di Honor                                                                         | Betico Croes                                              |                                      |
| Bahamas                     | Lịch sử | Câu lạc bộ           | Hiệp hội bóng đá Bahamas                       | Grand Bahama League & New Providence League                                               | Grand Bahama FA Cup New Providence FA Cup President's Cup |                                      |
| Barbados                    | Lịch sử | Câu lạc bộ           | Hiệp hội bóng đá Barbados                      | Giải vô địch bóng đá Barbados                                                             | Cúp bóng đá Barbados                                      |                                      |
| Belize                      | Lịch sử | Câu lạc bộ           | Liên đoàn bóng đá Belize                       | Giải vô địch bóng đá Belize                                                               |                                                           |                                      |
| Bermuda                     | Lịch sử | Câu lạc bộ           | Hiệp hội bóng đá Bermuda                       | Premier Division USL Second Division                                                      |                                                           |                                      |
| Quần đảo Virgin thuộc Anh   | Lịch sử | Câu lạc bộ           | Hiệp hội bóng đá Quần đảo Virgin thuộc Anh     | BVIFA Football League & Virgin Gorda League & Tortola League                              |                                                           |                                      |
| Canada                      | Lịch sử | Câu lạc bộ           | Hiệp hội bóng đá Canada                        | MLS (2007)                                                                                | Canadian Championship Open Canada Cup(Đã ngừng)           |                                      |
| Quần đảo Cayman             | Lịch sử | Câu lạc bộ           | Hiệp hội bóng đá Quần đảo Cayman               | Giải vô địch bóng đá Quần đảo Cayman                                                      | Cúp bóng đá Quần đảo Cayman                               |                                      |
| Costa Rica                  | Lịch sử | Câu lạc bộ           | Liên đoàn bóng đá Costa Rica                   | Primera División de Costa Rica                                                            |                                                           |                                      |
| Cuba                        | Lịch sử | Câu lạc bộ           | Hiệp hội bóng đá Cuba                          | Campeonato Nacional                                                                       |                                                           |                                      |
| Dominica                    | Lịch sử | Câu lạc bộ           | Hiệp hội bóng đá Dominica                      | Giải vô địch bóng đá Dominica                                                             |                                                           |                                      |
| Cộng hòa Dominica           | Lịch sử | Câu lạc bộ           | Liên đoàn bóng đá Cộng hòa Dominica            | Primera División de Republica Dominicana                                                  |                                                           |                                      |
| El Salvador                 | Lịch sử | Câu lạc bộ           | Liên đoàn bóng đá El Salvador                  | Primera División de Fútbol Profesional                                                    | Copa Presidente (Đã ngừng)                                |                                      |
| Guyane thuộc Pháp           | Lịch sử | Câu lạc bộ           | Liên đoàn bóng đá Guyane thuộc Pháp            | Giải vô địch bóng đá Guyane thuộc Pháp                                                    | Coupe de Guyane                                           |                                      |
| Grenada                     | Lịch sử | Câu lạc bộ           | Hiệp hội bóng đá Grenada                       | Giải vô địch bóng đá Grenada                                                              |                                                           |                                      |
| Guadeloupe                  | Lịch sử | Câu lạc bộ           | Liên đoàn bóng đá Guadeloupe                   | Giải vô địch bóng đá Guadeloupe                                                           | Coupe de Guadeloupe                                       |                                      |
| Guatemala                   | Lịch sử | Câu lạc bộ           | Liên đoàn bóng đá Guatemala                    | Liga Nacional de Guatemala                                                                |                                                           |                                      |
| Guyana                      | Lịch sử | Câu lạc bộ           | Liên đoàn bóng đá Guyana                       | Guyana NFL                                                                                | Cúp bóng đá Guyana KS Knockout Tournament                 |                                      |
| Haiti                       | Lịch sử | Câu lạc bộ           | Liên đoàn bóng đá Haiti                        | Giải vô địch bóng đá Haiti                                                                | Coupe d'Haïti                                             |                                      |
| Honduras                    | Lịch sử | Câu lạc bộ           | Liên đoàn bóng đá Honduras                     | Liga Nacional de Fútbol de Honduras                                                       | Cúp bóng đá Honduras (Đã ngừng)                           | Siêu cúp bóng đá Honduras (Đã ngừng) |
| Jamaica                     | Lịch sử | Câu lạc bộ           | Liên đoàn bóng đá Jamaica                      | Giải vô địch bóng đá Jamaica                                                              | JFF Champions Cup                                         |                                      |
| Martinique                  | Lịch sử | Câu lạc bộ           | Liên đoàn bóng đá Martinique                   | Giải vô địch bóng đá Martinique                                                           | Coupe de la Martinique Trophée du Conseil Général         |                                      |
| México                      | Lịch sử | Câu lạc bộ           | Liên đoàn bóng đá México                       | Primera División de México                                                                | Copa Mexico (1907-1997)                                   | Campeón de Campeones (1942-2006)     |
| Montserrat                  | Lịch sử | Câu lạc bộ           | Hiệp hội bóng đá Montserrat                    | Giải vô địch bóng đá Montserrat                                                           |                                                           |                                      |
| Antille thuộc Hà Lan        | Lịch sử | Câu lạc bộ           | Liên đoàn bóng đá Antille thuộc Hà Lan         | Giải vô địch bóng đá Antille thuộc Hà Lan Curaçao League Bonaire League                   |                                                           |                                      |
| Nicaragua                   | Lịch sử | Câu lạc bộ           | Liên đoàn bóng đá Nicaragua                    | Primera División de Nicaragua                                                             | Copa de Nicaragua (Đã ngừng)                              |                                      |
| Panama                      | Lịch sử | Câu lạc bộ           | Liên đoàn bóng đá Panama                       | ANAPROF                                                                                   |                                                           |                                      |
| Puerto Rico                 | Lịch sử | Câu lạc bộ           | Liên đoàn bóng đá Puerto Rico                  | Giải vô địch bóng đá Puerto Rico                                                          | Torneo de Copa                                            |                                      |
| Saint Kitts và Nevis        | Lịch sử | Câu lạc bộ           | Hiệp hội bóng đá Saint Kitts và Nevis          | Giải vô địch bóng đá Saint Kitts và Nevis Giải vô địch bóng đá Nevis                      | Cúp bóng đá Saint Kitts và Nevis                          |                                      |
| Saint Lucia                 | Lịch sử | Câu lạc bộ           | Hiệp hội bóng đá Saint Lucia                   | Giải vô địch bóng đá Saint Lucia                                                          | Cúp bóng đá Saint Lucia                                   |                                      |
| Saint-Martin                | Lịch sử | Câu lạc bộ           | Liên đoàn bóng đá Saint-Martin                 | Giải vô địch bóng đá Saint-Martin                                                         |                                                           |                                      |
| Saint Vincent và Grenadines | Lịch sử | Câu lạc bộ           | Liên đoàn bóng đá Saint Vincent và Grenadines  | Giải vô địch bóng đá Saint Vincent và Grenadines                                          |                                                           |                                      |
| Sint Maarten                | Lịch sử | Câu lạc bộ           | Liên đoàn bóng đá Sint Maarten                 | Giải vô địch bóng đá Sint Maarten                                                         |                                                           |                                      |
| Suriname                    | Lịch sử | Câu lạc bộ           | Liên đoàn bóng đá Suriname                     | Hoofdklasse                                                                               | Beker van Suriname                                        | President's Cup                      |
| Trinidad và Tobago          | Lịch sử | Câu lạc bộ           | Hiệp hội bóng đá Trinidad và Tobago            | TT Pro League                                                                             | Cúp bóng đá Trinidad và Tobago Trinidad và Tobago FCB Cup |                                      |
| Quần đảo Turks và Caicos    | Lịch sử | Câu lạc bộ           | Hiệp hội bóng đá Quần đảo Turks và Caicos      | MFL League                                                                                |                                                           |                                      |
| Hoa Kỳ                      | Lịch sử | Câu lạc bộ           | Liên đoàn bóng đá Hoa Kỳ                       | MLS (1996)                                                                                | Lamar Hunt Hoa Kỳ Open Cup (1914)                         |                                      |
| Quần đảo Virgin thuộc Mỹ    | Lịch sử | Câu lạc bộ           | Liên đoàn bóng đá Quần đảo Virgin thuộc Hoa Kỳ | Giải vô địch bóng đá Quần đảo Virgin thuộc Hoa Kỳ St Thomas League St Croix Soccer League |                                                           |                                      |

## Nam Mỹ(CONMEBOL)
| Quốc gia  | Lịch sử | Danh sách câu lạc bộ | Liên đoàn bóng đá           | Giải đấu                                    | Cúp quốc gia             |
| --------- | ------- | -------------------- | --------------------------- | ------------------------------------------- | ------------------------ |
| Argentina | Lịch sử | Câu lạc bộ           | Hiệp hội bóng đá Argentina  | Primera División Argentina (1931)           | Copa Argentina (1969)    |
| Bolivia   | Lịch sử | Câu lạc bộ           | Liên đoàn bóng đá Bolivia   | Liga de Fútbol Profesional Boliviano (1958) |                          |
| Brasil    | Lịch sử | Câu lạc bộ           | Liên đoàn bóng đá Brasil    | Campeonato Brasileiro Série A (1971)        | Copa do Brasil (1989)    |
| Chile     | Lịch sử | Câu lạc bộ           | Liên đoàn bóng đá Chile     | Primera División Chilena (1933)             | Copa Chile (1933)        |
| Colombia  | Lịch sử | Câu lạc bộ           | Liên đoàn bóng đá Colombia  | Copa Mustang (1948)                         | Copa Colombia (2008)     |
| Ecuador   | Lịch sử | Câu lạc bộ           | Liên đoàn bóng đá Ecuador   | Serie A de Ecuador (1957)                   |                          |
| Paraguay  | Lịch sử | Câu lạc bộ           | Hiệp hội bóng đá Paraguay   | Liga Paraguaya (1906)                       |                          |
| Perú      | Lịch sử | Câu lạc bộ           | Liên đoàn bóng đá Peru      | Primera División Peruana (1912)             |                          |
| Uruguay   | Lịch sử | Câu lạc bộ           | Hiệp hội bóng đá Uruguay    | Primera División Uruguaya (1900)            |                          |
| Venezuela | Lịch sử | Câu lạc bộ           | Liên đoàn bóng đá Venezuela | Primera División Venezolana (1921)          | Copa de Venezuela (1959) |

## Châu Đại Dương(OFC)
| Quốc gia           | Lịch sử | Danh sách câu lạc bộ | Liên đoàn bóng đá                  | Giải đấu                                | Cúp quốc gia                   | Trận Siêu cúp       |
| ------------------ | ------- | -------------------- | ---------------------------------- | --------------------------------------- | ------------------------------ | ------------------- |
| Samoa thuộc Mỹ     | Lịch sử | Câu lạc bộ           | Hiệp hội bóng đá Samoa thuộc Mỹ    | Giải vô địch Samoa thuộc Mỹ             | Cúp bóng đá Samoa thuộc Mỹ     |                     |
| Quần đảo Cook      | Lịch sử | Câu lạc bộ           | Hiệp hội bóng đá Quần đảo Cook     | Giải vô địch bóng đá Quần đảo Cook      | Cúp bóng đá Quần đảo Cook      |                     |
| Fiji               | Lịch sử | Câu lạc bộ           | Hiệp hội bóng đá Fiji              | Giải vô địch bóng đá Fiji               | Cúp bóng đá Fiji               |                     |
| Tahiti             | Lịch sử | Câu lạc bộ           | Liên đoàn bóng đá Tahiti           | Tahiti Division Fédérale                | Cúp bóng đá Tahiti             | Coupe des Champions |
| Nouvelle-Calédonie | Lịch sử | Câu lạc bộ           | Liên đoàn bóng đá Calédonie        | Giải vô địch Nouvelle-Calédonie         | Cúp bóng đá Nouvelle-Calédonie |                     |
| New Zealand        | Lịch sử | Câu lạc bộ           | Liên đoàn bóng đá New Zealand      | ASB Premiership                         | Chatham Cup                    |                     |
| Niue†              | Lịch sử | Câu lạc bộ           | Hiệp hội bóng đá Đảo Niue          | Giải vô địch bóng đá Niue               |                                |                     |
| Palau†             | Lịch sử | Câu lạc bộ           | Hiệp hội bóng đá Palau             | Giải vô địch bóng đá Palau              |                                |                     |
| Papua New Guinea   | Lịch sử | Câu lạc bộ           | Hiệp hội bóng đá Papua New Guinea  | PNG Soccer League PNG Club Championship |                                |                     |
| Samoa              | Lịch sử | Câu lạc bộ           | Liên đoàn bóng đá Samoa            | Giải vô địch bóng đá Samoa              |                                |                     |
| Quần đảo Solomon   | Lịch sử | Câu lạc bộ           | Liên đoàn bóng đá Quần đảo Solomon | Giải vô địch Quần đảo Solomon           |                                |                     |
| Tonga              | Lịch sử | Câu lạc bộ           | Hiệp hội bóng đá Tonga             | Giải vô địch Tonga                      | Cúp bóng đá Tonga              |                     |
| Tuvalu             | Lịch sử | Câu lạc bộ           | Hiệp hội bóng đá Tuvalu            | Giải vô địch Tuvalu                     |                                |                     |
| Vanuatu            | Lịch sử | Câu lạc bộ           | Liên đoàn bóng đá Vanuatu          | Giải vô địch bóng đá Vanuatu            |                                |                     |

- † Niue và Palau là thành viên không chính thức của OFC.

## NF-Board
| Quốc gia  | Lịch sử | Danh sách câu lạc bộ | Liên đoàn bóng đá          | Giải đấu                      | Cúp quốc gia             | Trận Siêu cúp                  |
| --------- | ------- | -------------------- | -------------------------- | ----------------------------- | ------------------------ | ------------------------------ |
| Greenland | Lịch sử | Câu lạc bộ           | Hiệp hội bóng đá Greenland | Coca Cola GM                  |                          |                                |
| Kiribati  | Lịch sử | Câu lạc bộ           | Hiệp hội bóng đá Kiribati  | Giải vô địch bóng đá Kiribati |                          |                                |
| Mayotte   | Lịch sử | Câu lạc bộ           | Liên đoàn bóng đá Mayotte  | Giải vô địch bóng đá Mayotte  | Coupe de Mayotte         |                                |
| Bắc Síp   | Lịch sử | Câu lạc bộ           | Liên đoàn bóng đá Bắc Síp  | KTFF Süper Lig (1955)         | Federasyon Kupası (1956) | Cumhurbaşkanlığı Kupası (1981) |
| Zanzibar  | Lịch sử | Câu lạc bộ           | Hiệp hội bóng đá Zanzibar  | Giải vô địch bóng đá Zanzibar |                          |                                |